# Abrams (Wisconsin)
Abrams – miasto w Stanach Zjednoczonych, w stanie Wisconsin, w hrabstwie Oconto.